# Zypressen-Wolfsmilch

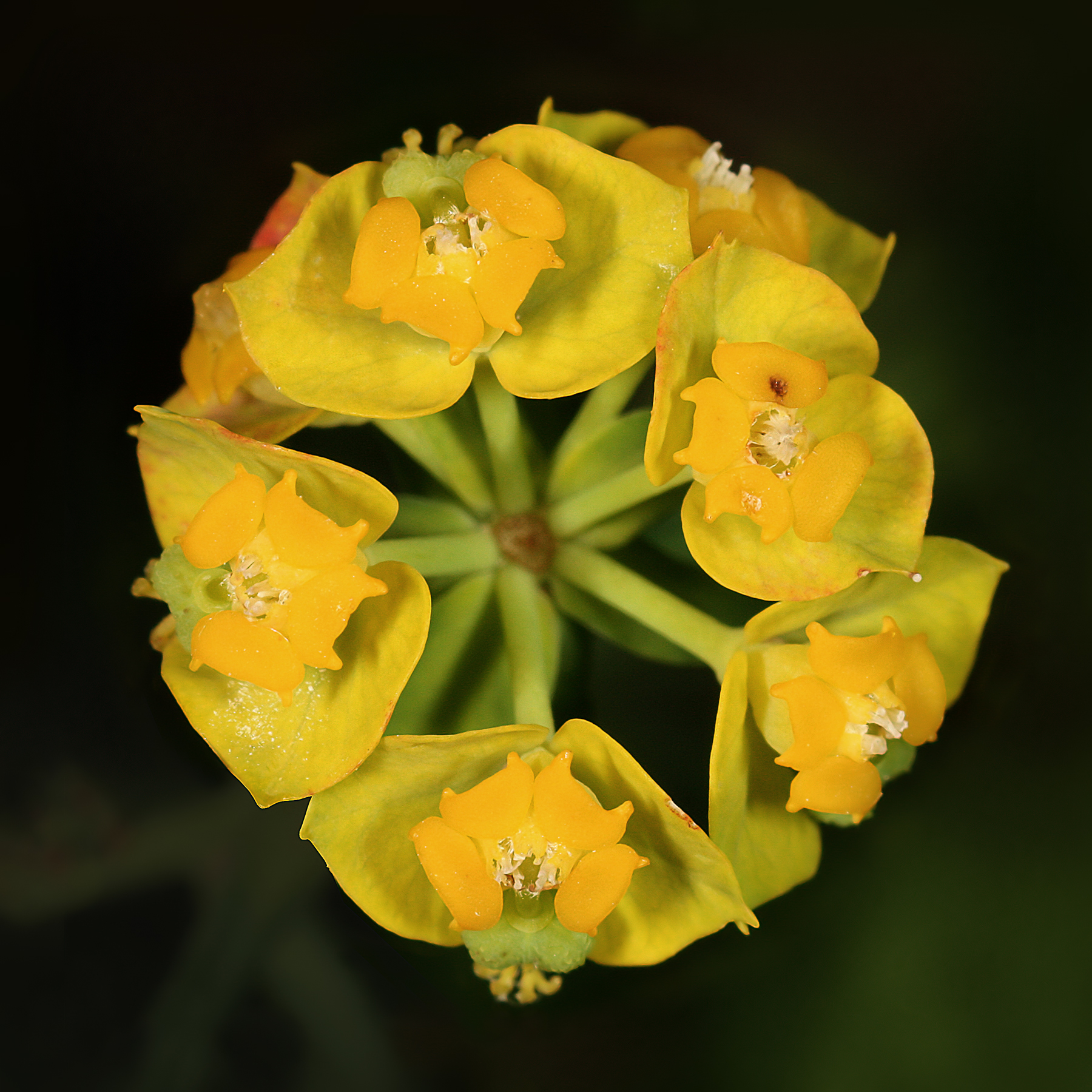
Blüten im Teilblütenstand.

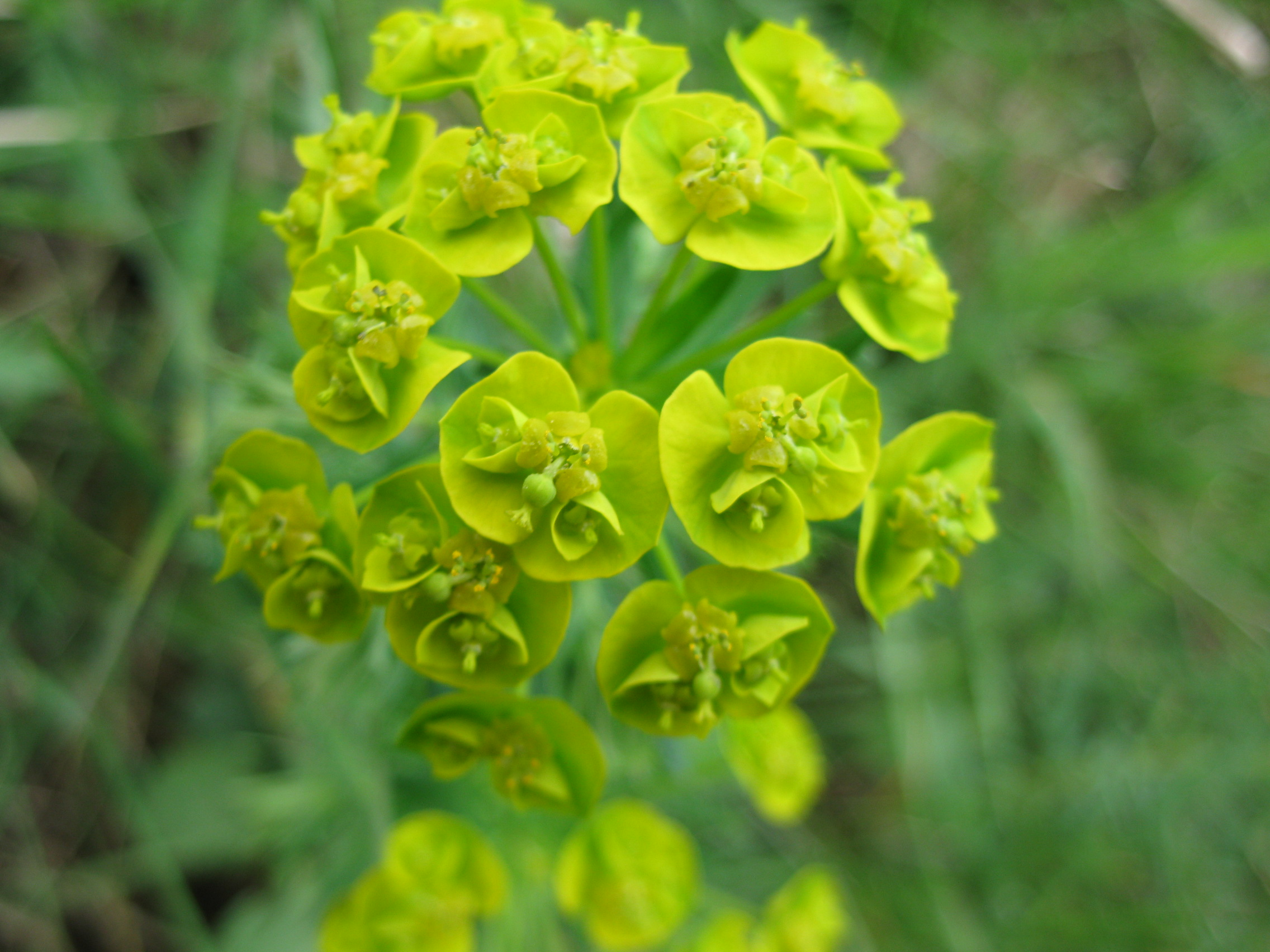
Blüten Nahaufnahme

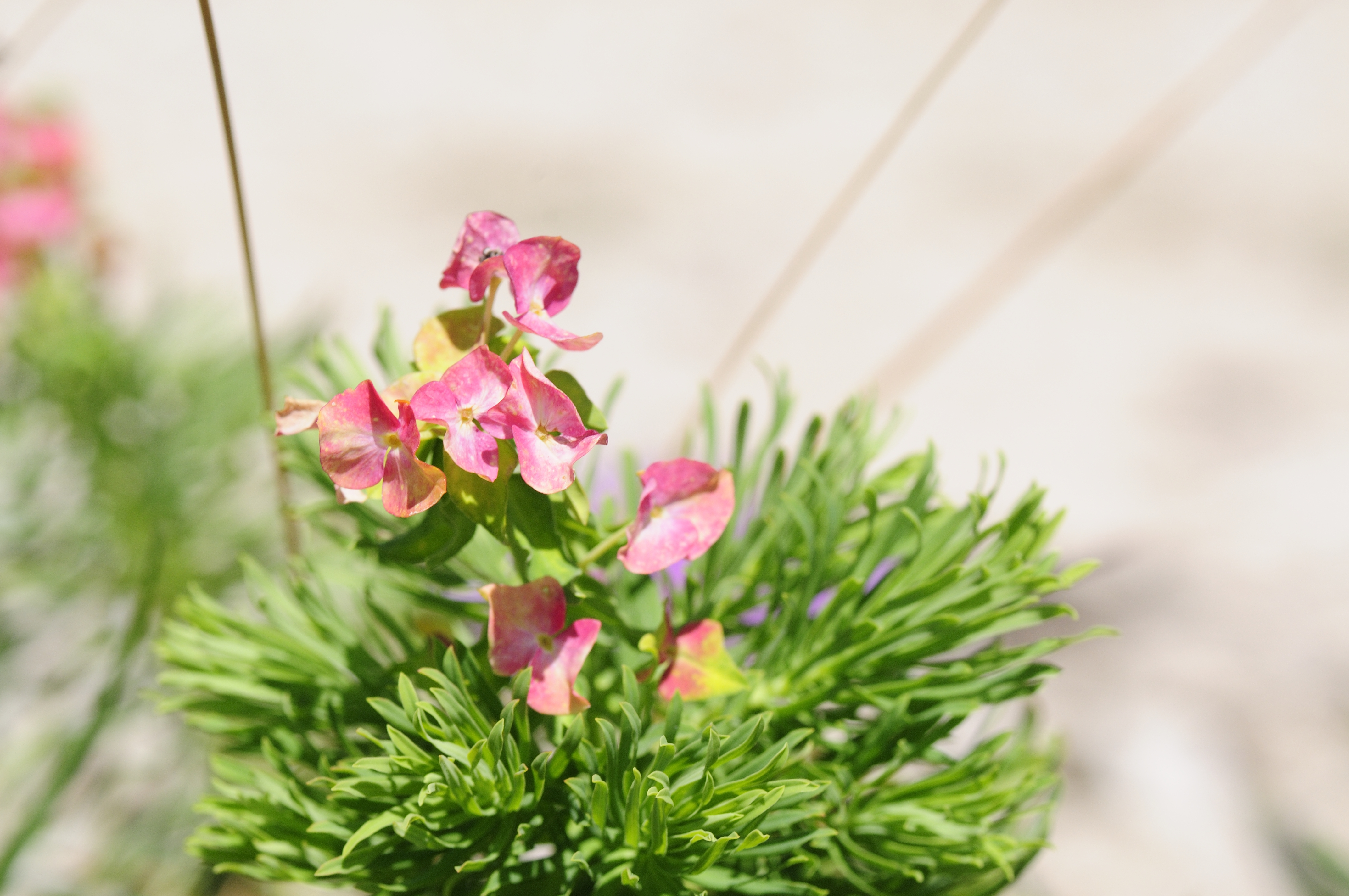
Fruchtstand leer nach Abfallen der Kokken

Die Zypressen-Wolfsmilch (Euphorbia cyparissias) ist eine Pflanzenart, die zur gleichnamigen Familie der Wolfsmilchgewächse (Euphorbiaceae) gehört.

## Beschreibung
Diese bläulichgrüne, mehrjährige, krautige Pflanze erreicht Wuchshöhen zwischen 15 und 50 cm und hat dicht beblätterte Stängel. Es gibt an den Pflanzen meist zwei unterschiedlich aussehende Formen von Trieben. Die nichtblühenden Triebe sind tannenwedelartig „zypressenähnlich“ aussehend, wovon sich der Name ableitet. Die Blätter sind schmal linealisch, dünn, 1–3 cm lang und nur 2–3 mm breit.
Die Hauptdolde (Scheindolde) ist vielstrahlig; Hochblätter der oberen Verzweigung sind nicht verwachsen, gelb und zuletzt rot. Die Nektardrüsen sind halbmondförmig, zweihörnig, wachsgelb. Die Kapselfrucht ist feinwarzig.
Die Blütezeit liegt zwischen Mai und September.
Die Art hat die Chromosomenzahl 2n = 20 oder 40.

## Ökologie
Die Zypressen-Wolfsmilch ist eine sommer-, selten auch wintergrüne Schaftpflanze und ein Wurzelknospen-Geophyt sowie ein Wurzelkriechpionier. Bei Verletzungen der Pflanze wird aus ungegliederten Milchsaftschläuchen sofort ein weißer Milchsaft ausgeschieden. Dieser enthält bis zu 15 % Harz, Kautschuk, Fette, Eiweiß, Stärke und andere Stoffe. Er dient dem Wundverschluss und Fraßschutz und wurde früher, wie andere Gummiharze sukkulenter Wolfsmilcharten, in getrockneter Form (als Euphorbium), auch als Ersatz für Scammonium, in der Heilkunde verwendet. Sie wurzelt bis 60 Zentimeter tief.
Die Blüten sind streng vorweibliche „Nektar führende Scheibenblumen“. Die Nektarien sind kleine, goldgelbe Drüsen, die den nach Honig duftenden Nektar absondern. Die Blüten werden häufig von Insekten, besonders von Bienen besucht. Für die Raupen des Wolfsmilchschwärmers sind diese Pflanzen die wichtigste Nahrungsquelle. Er gilt in ganz Deutschland als gefährdet, weil die Zypressen-Wolfsmilch als „xerophytische Wanderpflanze“ immer weniger Standorte findet.
Wie bei den meisten der sehr vielen Wolfsmilch-Arten zerfallen die dreiköpfigen Kapselfrüchte explosionsartig durch einen Mechanismus, der die Samen von der Pflanze fortschleudert (Ballochorie). Zusätzlich besitzen die Samen auch einen Ölkörper, der die Ausbreitung durch Ameisen begünstigt (Myrmekochorie). Ameisenhaufen sind deshalb am unteren Außensaum oft dicht mit der Zypressen-Wolfsmilch bewachsen.

## Toxikologie
Alle Pflanzenteile sind durch den Milchsaft stark giftig. Die Hauptwirkstoffe sind Diterpenester vom Ingenan-Typ, so genannte Cyparissiasfaktoren. Sie wirken stark irritierend auf die Haut und tumorpromovierend.
Die auch „Warzengras“ und „Bauernrhabarber“ genannten Pflanzen werden vom Weidevieh wegen ihres scharfen Geruchs und Geschmacks zwar weitgehend gemieden; da sich die Giftwirkung durch Trocknen aber nicht verliert, sind Vergiftungen durch Gehalt im Heu trotzdem möglich.
Bei Hautkontakt können sich schmerzhafte Blasen bilden. Wie auch bei anderen Wolfsmilch-Arten sollte der klebrige Milchsaft auf keinen Fall mit dem Auge in Berührung kommen. Er ist daraus nur schwer zu entfernen und es drohen gefährliche Bindehaut- und Hornhautentzündungen.
| Übersicht reizende Cyparissiasfaktoren | Übersicht reizende Cyparissiasfaktoren | Übersicht reizende Cyparissiasfaktoren | Übersicht reizende Cyparissiasfaktoren | Übersicht reizende Cyparissiasfaktoren | Übersicht reizende Cyparissiasfaktoren | Übersicht reizende Cyparissiasfaktoren |
| --- | -------------------------------------- | -------------------------------------- | -------------------------------------- | -------------------------------------- | -------------------------------------- | -------------------------------------- |
| |                                        |                                        |                                        |                                        |                                        |                                        |
| Name | R1                                     | R2                                     | R3                                     | R4                                     | R5                                     | ED50 [nmol]                            |
| Cy2 | H                                      | H                                      | COCHMeiPr                              | COCHMeiPr                              | OCOCHMeiPr                             | >100                                   |
| Cy4 | H                                      | COCHMeiPr                              | H                                      | COCHMeiPr                              | OCOCHMeiPr                             | 0,4                                    |
| Cy6 | COCHMeiPr                              | H                                      | H                                      | COCHMeiPr                              | OCOCHMeiPr                             | 0,03                                   |
| Cy11 | COCHMeiPr                              | H                                      | H                                      | COC9H19                                | H                                      | 0,006                                  |
| Cy12 | H                                      | H                                      | COCHMeiPr                              | COC11H23                               | H                                      | >100                                   |
| Cy13 | H                                      | COCHMeiPr                              | H                                      | COC11H23                               | H                                      | 0,06                                   |
| Cy14 | COCHMeiPr                              | H                                      | H                                      | COC11H23                               | H                                      | 0,012                                  |
| Die Strukturformel zeigt das Diterpengerüst mit variierenden Substituenten R1–R5. Es handelt sich um Ester der 2,3-Dimethylbuttersäure sowie bisher nicht genauer bestimmter Isomere der Caprinsäure und Laurinsäure. Die Entzündungsdosis ED50 ist ein Maß für die im Tierversuch am Mauseohr ermittelte Reizwirkung. Kleinere Zahlenwerte bedeuten größere Reizwirkung. Referenzwerte: 0,016 für Crotonöl-Faktor A1, 0,14 für Euphorbia-Faktor L5. |                                        |                                        |                                        |                                        |                                        |                                        |

## Verbreitung
Die Zypressen-Wolfsmilch (früher auch Tithymalus cyparissias genannt und lateinisch auch als esula bzw. esula minor bezeichnet) ist in ganz Europa bis in die alpinen Höhenstufen (bis 2300 Meter) verbreitet; teilweise ist sie auch nach Asien vorgedrungen. In Deutschland, Österreich und der Schweiz ist sie häufig anzutreffen. Das Verbreitungsgebiet reicht von Europa bis in die nordwestliche Türkei. Die Art ist aber in vielen weiteren Ländern ein Neophyt.
Aufgrund seiner Fraßschutzgifte und seiner Fähigkeit zu klonaler Ausbreitung kann dieser Wurzelkriechpionier auf Schaf- und Pferde-Intensivweiden zur fast flächendeckenden Plage werden, sofern ein „Nachmähen“ unterbleibt.
Vorzugsweise wächst sie auf Kalk, Magerrasen, Schafweiden, trockenen Abhängen und Felsen. Sie ist eine schwache Festuco-Brometea-Klassencharakterart und kommt auch in Gesellschaften der Klasse Sedo-Scleranthetea, der Ordnung Agropyretalia oder der Verbände Violion oder Erico-Pinion vor. In den Allgäuer Alpen steigt sie im Tiroler Teil am Südostfuß der Rothornspitze bis zu 2130 m über Meereshöhe auf. Im Wallis wurde sie oberhalb Zermatt sogar in 3050 Meter Meereshöhe gefunden.
Die ökologischen Zeigerwerte nach Landolt et al. 2010 sind in der Schweiz: Feuchtezahl F = 2 (mäßig trocken), Lichtzahl L = 3 (halbschattig), Reaktionszahl R = 4 (neutral bis basisch), Temperaturzahl T = 3 (montan), Nährstoffzahl N = 2 (nährstoffarm), Kontinentalitätszahl K = 4 (subkontinental).

## Besonderheiten

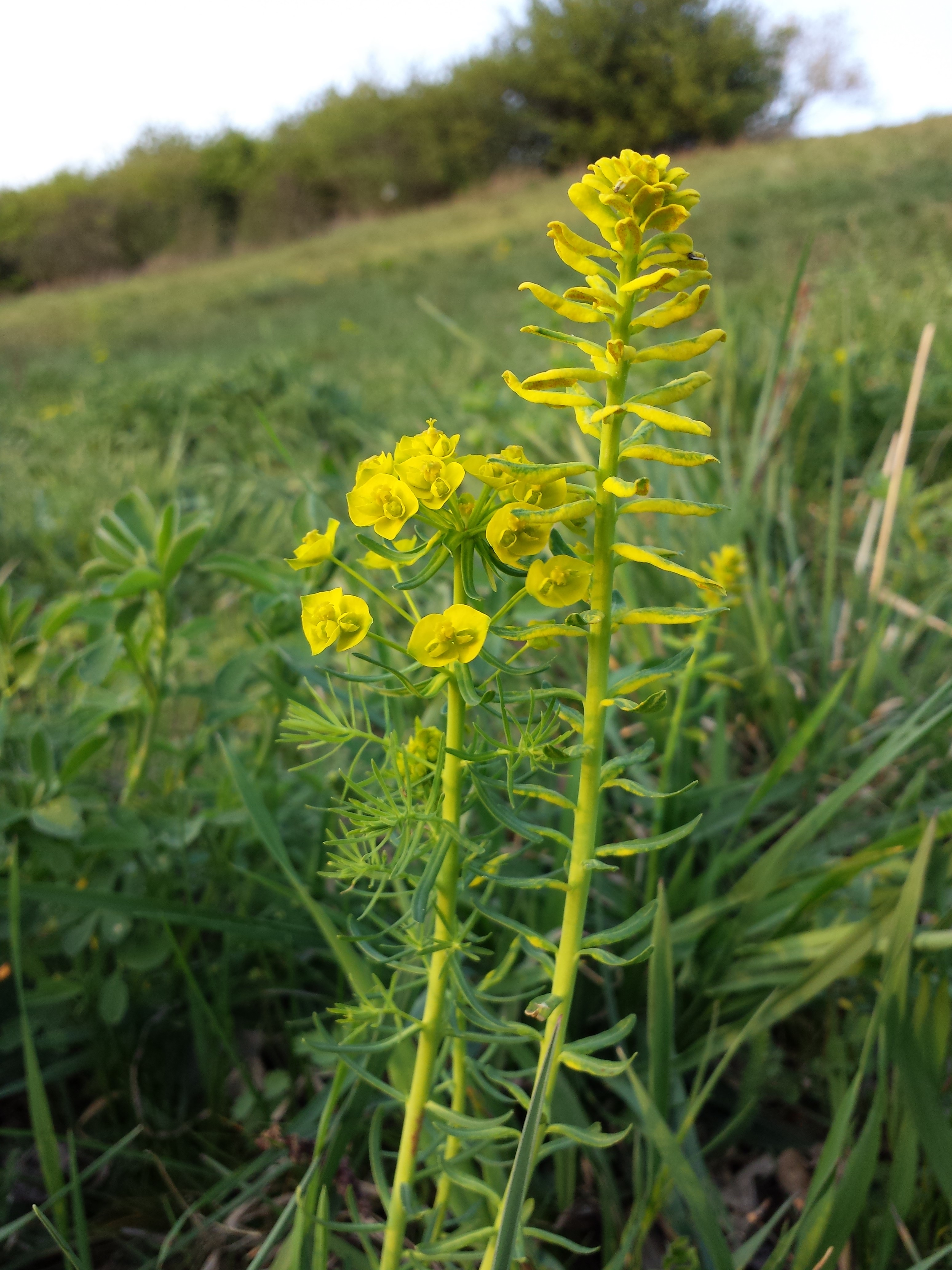
Rechts ein vom „Erbsenrost“ befallener Trieb (Ramet), links ein gesunder.

Oft wird die Zypressen-Wolfsmilch von verschiedenen Rostpilzarten aus der Verwandtschaft des  Erbsenrosts (Uromyces pisi) befallen, die die Laubblattunterseite mit orangefarbenen Pusteln (= Äcidien) bedeckt. Die befallenen Pflanzen ändern ihr Aussehen stark: Die Stängel sind dann schwach und unverzweigt, die Laubblätter fast eiförmig und etwa 1 cm lang; die Pflanze wird am Blühen gehindert („parasitäre Kastration“). Der Stoffwechsel wird so umgestaltet, dass die Pflanze auf den Blattunterseiten Nektar und einen fruchtigen Duftstoff ausscheidet, welche als Lockstoffe für die Verbreitung der Pilzsporen dienen. Als esula praeparata wurde Zypressen-Wolfsmilch früher auch in der Heilkunde verwendet.